# Piece of My Soul
Piece of My Soul è il quarto album in studio del cantante canadese Garou, pubblicato nel 2008.
Si tratta del primo disco interamente in lingua inglese dell'artista.

## Tracce
1. Stand Up — 3:51
2. Accidental — 3:47
3. Burning — 3:20
4. Heaven's Table — 3:16
5. All the Way — 2:58
6. Take a Piece of My Soul — 3:17
7. What's the Time in NYC — 4:19
8. You and I — 3:22
9. First Day of My Life — 4:08
10. Nothing Else Matters — 3:35
11. Back for More — 3:44
12. Beautiful Regret — 3:30
13. Coming Home — 3:35